# Керрі Біше
Керрі Лінн Біше (англ. Kerry Lynne Bishé; нар. 1 травня 1984) — американська акторка, народжена в Новій Зеландії. Здобула світову популярність роллю Донни Кларк у телесеріалах AMC «Зупинись і гори». Також відома як оповідачка у фінальному сезоні (2009-2010) медичного ситкому ABC «Клініка», як ведуча реаліті-шоу Біллі Кашмірі — в драмі «Віртуальність» та як працівниця посольства Кеті Стеффорд — в оскароносному фільмі «Арго».

## Життєпис
Керрі Біше народилася 1 травня 1984 року в Новій Зеландії. Невдовзі після цього родина переїхала до Глен-Ридж, штат Нью-Джерсі, США. 
У 2002 закінчила Академію Монтклере Кімберл, де її батько викладав соціальні науки. Потім навчалася в Північно-Західному університеті в Іллінойсі.
Від 2004 року виступала в класичних постановках п'єс Шекспіра, Бернарда Шоу та інших.  
У кіно дебютувала 2007 року в малобюджетному фільмі «Пів життя Мейсона Лейка».  
У 2009 році зіграла одну з головних ролей у фільмі «Віртуальність». 
З 2009 по 2010 рік знімалася в популярному серіалі «Клініка».  
У 2012 році знялася у фільмі «Арго», за роль в якому була удостоєна кількох нагород і номінацій. 
У 2014-2017 знімалася в одній із головних ролей серіалу «Зупинись і гори».
Після 2016 року вийшов фільм «Підйом» за її участю, кілька епізодів телесеріалу «Нарко», драма «Як це закінчується» та інші. 
У 2020 році виконала роль харизматичної проповідниці Моллі Фінністер в серіалі «Бульварні жахіття: Місто янголів».

## Особисте життя
З 2017 року перебуває у стосунках з актором Крісом Лоуеллом. На початку 2021 народила їх дочку.

## Фільмографія
| Рік       |    | Українська назва                   | Оригінальна назва               | Роль                                   |
| --------- | -- | ---------------------------------- | ------------------------------- | -------------------------------------- |
| 2024      | ф  | Мадам Павутина                     | Madame Web                      | Констанція Вебб                        |
| 2022      | с  | Супер прокачаний                   | Super Pumped                    | Остін Гайдт (головна роль)             |
| 2021      | ф  | Щасливо                            | Happily                         | Джанет                                 |
| 2020      | с  | «Бульварні жахіття: Місто янголів» | Penny Dreadful: City of Angels  | Сестра Моллі (Фінністер) (10 епізодів) |
| 2020      | с  | Дивовижні історії                  | Amazing Stories                 | Мері Енн Вітакер (серія 5, «Розлам»)   |
| 2020      | ф  | Вечірня година                     | The Evening Hour                | Лейсі Купер                            |
| 2019      | вг | Telling Lies                       | Telling Lies                    | Емма                                   |
| 2018      | с  | Романови                           | The Romanoffs                   | Шеллі Романофф (1 епізод)              |
| 2018      | ф  | Як це закінчується                 | How It Ends                     | Мег                                    |
| 2014—2017 | с  | Зупинись і гори                    | Halt and Catch Fire             | Донна Кларк (Емерсон) (40 епізодів)    |
| 2017      | с  | Нарко                              | Narcos                          | Крістіна Хурадо (5 епізодів)           |
| 2016      | кф | Він не хоче миру                   | He Does Not Want Peace          | Олівія Бейкон                          |
| 2016      | кф | Брук                               | Brooke                          | Брук                                   |
| 2016      | ф  | Трансформація                      | Rupture                         | Діана                                  |
| 2016      | ф  | Квиток                             | The Ticket                      | Джесіка                                |
| 2016      | кф | Підйом                             | Rise                            | робот                                  |
| 2016      | с  | Мільярди                           | Billions                        | Еліза (1 епізод)                       |
| 2015      | с  | Суспільна мораль                   | Public Morals                   | Сара (2 епізоди)                       |
| 2013      | ф  | Блакитне шоссе                     | Blue Highway                    | Керрі                                  |
| 2013      | ф  | Урочистий фінал                    | Grand Piano                     | Еммі Селзнік                           |
| 2013      | ф  | Бувай, світе!                      | Goodbye World                   | Лілі Палмер                            |
| 2013      | ф  | Макс Роуз                          | Max Rose                        | Енні Роуз                              |
| 2012      | ф  | Сімейне Різдво Фіцджеральда        | The Fitzgerald Family Christmas | Шерон Фіцджеральд                      |
| 2012      | ф  | Арго                               | Argo                            | Кеті Стеффорд                          |
| 2011      | тф | Ісландія                           | Iceland                         | Маккензі                               |
| 2011      | ф  | Молодята                           | Newlyweds                       | Лінда                                  |
| 2011      | ф  | Турецький боулінг                  | Turkey Bowl                     | Керрі                                  |
| 2011      | ф  | Червоний штат                      | Red State                       | Шаєнн                                  |
| 2010      | ф  | Хороший хлопець Джонні             | Nice Guy Johnny                 | Брук                                   |
| 2010      | ф  | Мескада                            | Meskada                         | Емілі Кордін                           |
| 2009—2010 | с  | Клініка                            | Scrubs                          | Люсі Беннет (13 епізодів)              |
| 2009      | тф | Віртуальність                      | Virtuality (film)               | Virtuality / Біллі Кашмірі             |
| 2009      | с  | Дорогий доктор                     | Royal Pains                     | Емма Ньюберг (1 епізод)                |
| 2009      | с  | Життя на Марсі                     | Life on Mars                    | Ів Фленнері (1 епізод)                 |
| 2009      | ф  | Материнство                        | Motherhood                      | Мати «за обміном»                      |
| 2008      | тф | Нічне життя                        | Night Life                      | Вайолет                                |
| 2008      | ф  | Дублерка                           | The Understudy                  | Ейпріл                                 |
| 2008      | ф  | Секс і Місто                       | Sex and the City                | Дівчина мрій                           |
| 2008      | ф  | Крутий поворот                     | The Lucky Ones                  | Студентка коледжу                      |
| 2007      | ф  | Пів життя Мейсона Лейка            | The Half Life of Mason Lake     | Сара Розен                             |